# حزب عمال سانت كيتس ونيفيس
حزب العمل في سانت كيتس ونيفيس ،(SKNLP), هو حزب وسط اليسار السياسي في سانت كيتس ونيفيس, و هو أيضاً الحزب الحاكم الحالي, تحت رئاسة دنزل دوغلاس.
في الانتخابات العامة من 25 يناير 2010 ، وفاز حزب العمال ب 6 من المقاعد ال 11 المنتخبين ، وفقدان واحد لحركة العمل المعارض الشعبية. و تم إعادة انتخاب دينزل دوغلاس إلى مقعده.
في الانتخابات التشريعية السابقة ، 25 أكتوبر 2004 ، فاز حزبه على 50.6 ٪ من الأصوات الشعبية و 7 من أصل 11 مقعدا منتخبا.